# Sheila Fraser
Sheila Fraser (1950) was auditeur-generaal van Canada van 2001 tot 2011. In deze functie deed ze audits van de overheid en haar diensten en legde ze verantwoording af aan het Canadese parlement.
In 1972 kreeg ze haar diploma in handelswetenschappen. Later werkte ze als boekhouder voor grote organisaties, ook voor Ernst & Young. Ook toen werkte ze al als auditeur-generaal van Quebec.
In januari 1999 vervoegde ze de auditeur-generaal van Canada als afgevaardigde tijdens auditoperaties.
Zij bracht Canada in beroering met rapporten over een sponsoringschandaal. Grote problemen werden aan het licht gebracht in de federale overheidsbeheren van het Sponsorship Program. Het ging dan voornamelijk om methoden van sponsoring waar vragen bij gesteld konden worden.
Ze is een van Canada's meest geliefde figuren met betrekking tot de overheid en dier financiën.